# Napoleón (moneda)

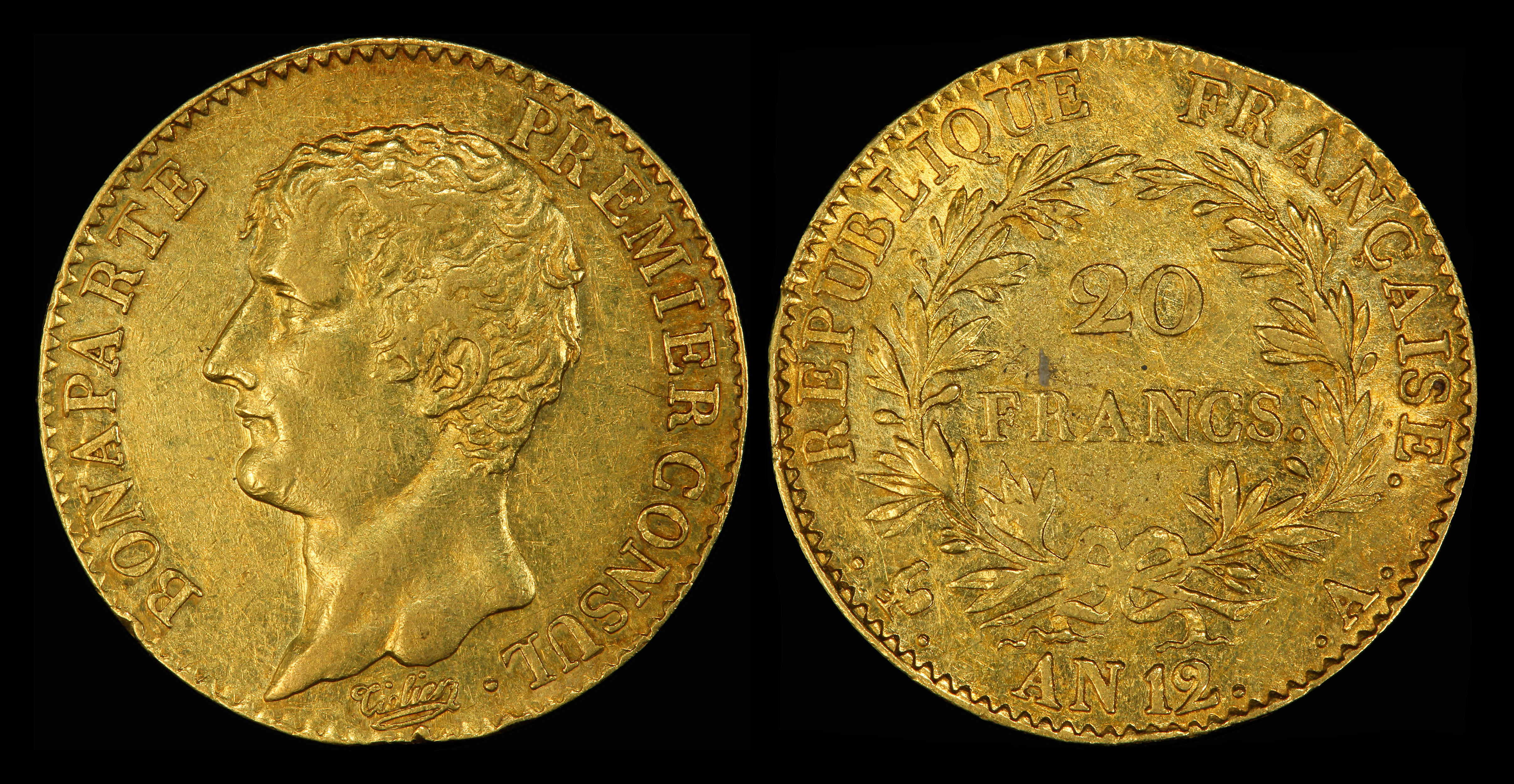
Un napoleón de 1803

Napoleón es el nombre que habitualmente se le da en la numísmática a una moneda de oro veinte francos que contiene 5.805 gramos de oro puro, fue creada el 28 de marzo de 1803, mediante la Ley del 7 germinal Año 11 - de ahí el nombre franco germinal que se le ha dado en la historia. La moneda de oro francesa  de veinte francos llevaba la efigie de Napoleón Bonaparte, primero como primer cónsul, después como emperador. Esa moneda también se acuñó bajo los regímenes de  Luis XVIII , Carlos X , Luis Felipe, Napoleón III, o con la Segunda y Tercera República francesa. Las última acuñaciones de esta moneda se hizo en 1907 y 1914, por tanto, bajo la Tercera República, con una figura de Marianne en el anverso y un gallo en el reverso, por lo que se la conoció como un gallo'. 
Este napoleón de oro se valoró en España en 75 reales de vellón. Hubo también un napoleón en plata, con el valor de 5 francos; con una equivalencia en España de 18 reales de vellón y 24 maravedíes.